# Hofgut (Gümligen)

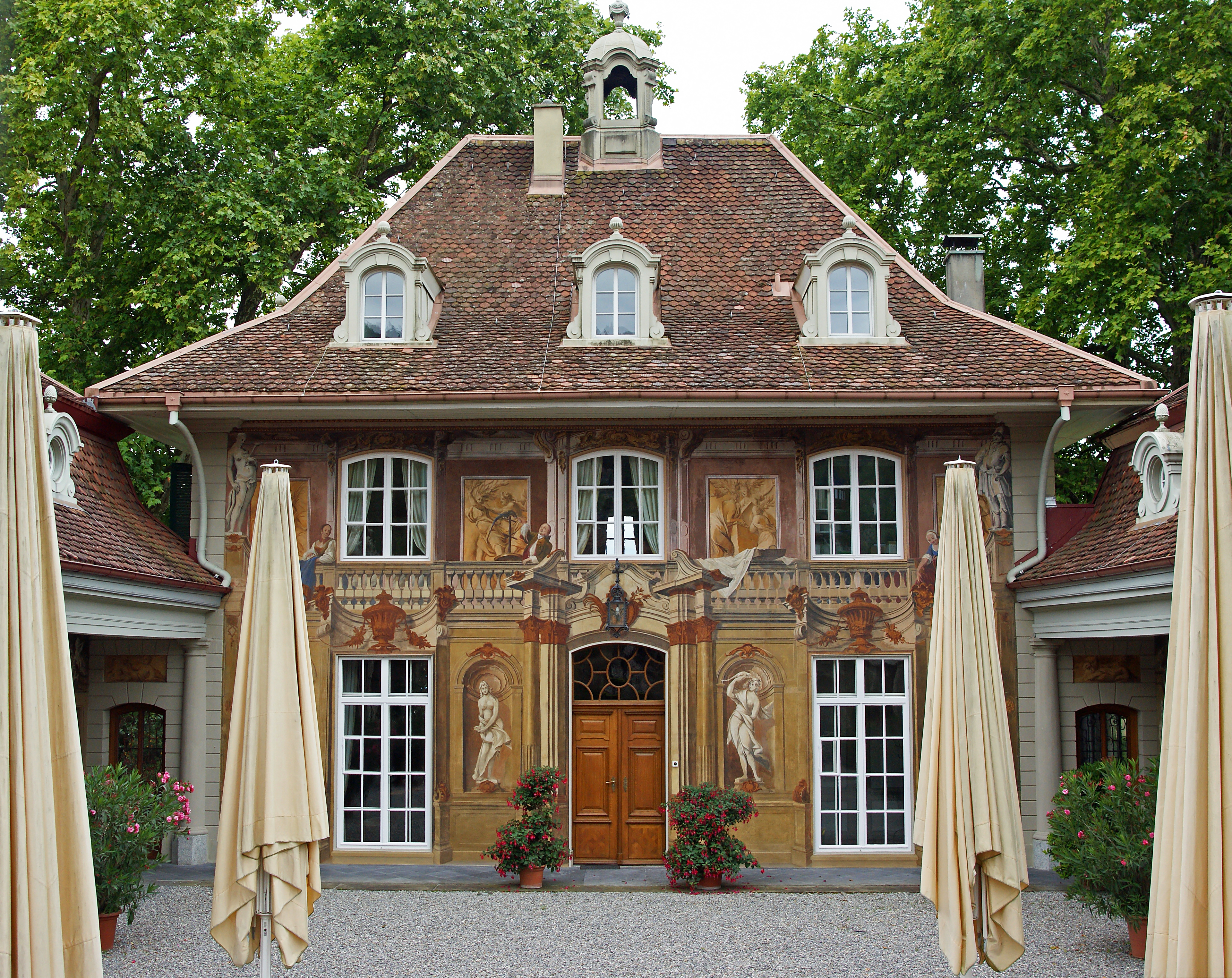
Die Frontfassade des Hofgut

Das Hofgut Gümligen ist ein Landsitz in der Gemeinde Muri bei Bern im Kanton Bern.

## Geschichte
Das Areal des Hofgutes gehörte bis zum 20. Dezember 1628 Ulrich Krieg, bevor es von Gabriel von Wattenwyl zusammen mit dem Melchenbühl-Gut durch Gabriel von Wattenwyl erworben wurde. Über Hans Franz von Wattenwyl gelangte das Hofgut an dessen gleichnamigen Sohn. 1730 erwarb es dessen Stiefbruder Gabriel von Wattenwyl. Seine Tochter Anna Margaretha verkaufte das Gut im Jahre 1741 an Beat Fischer. Dieser war bereits seit sechs Jahren Eigentümer des benachbarten Grundstücks, wo er das Schloss Gümligen erbauen liess.
Beat Fischer liess auf dem Grundstück nun ebenfalls einen Herrensitz errichten, der fortan das kleine Trianon genannt wurde. 1754 verkaufte er das Hofgut seinem jüngeren Bruder Emanuel, der zwei Töchter hatte. Die jüngere, Elisabetha Steiger, Ehefrau von Isaak Albrecht Steiger, erbte das Hofgut, welches nun den Namen Steiger-Gut erhielt. Nach dem Tod von Isaak Albrecht Steiger wurde die Besitzung mit Herrenhaus, Scheune und Blumenhaus, 34 Jucharten Land und grossen Waldungen 1801 an Hans Jakob Gerwer, Pfarrer zu Vinelz und Dekan des Kapitels Nidau, verkauft. 1812 erbte der Sohn des Pfarrers, Johann Friedrich Gerwer, das Hofgut. Johann Friedrich verkaufte die Campagne Gümligen vier Jahre später an David Schwab für 4700 Louis d’or. Davids Witwe hinterliess das Hofgut 1839 ihren fünf Kindern. Bei der Erbteilung erhielt Louise Risold-Schwab mit ihrem Gatten, dem Oberrichter und Oberst Karl Emanuel Risold (vom Sommerleist), das Hofgut allein.
Bereits drei Jahre später verstarb Karl und die Witwe verkaufte die Campagne den Brüdern Ulrich und Andreas Beck aus Sumiswald. Andreas übernahm später die Hälfte seines Bruders und 1855 erwarb der Arzt Friedrich Bühlmann von diesem das Hofgut. Nach dem Tod Friedrichs wurde der Besitz seinen Kindern Constance und Carl William Bühlmann vererbt. Letzterer kaufte seine Schwester aus. Im Jahre folgte ein weiterer Besitzerwechsel zu Karl Eugen Ludwig Viktor von Tschann. Ein Jahr später starb er jedoch unverheiratet und vermachte das Hofgut dem Sohn seiner Schwester, Viktor Adalbert Edmund von Grenus. 1916 wurde die Campagne von Dr. Wilhelm Muehlon käuflich erworben, sechs Jahre später wurde dann der Kaufmann Edgar Adolf Welti neuer Besitzer. Die Immobiliengesellschaft Hofgut AG erwarb 1930 den Landsitz und drei Jahre später übernahm Hans Rufener die Hofgut-Aktien und damit die Liegenschaft. Zwecks Erhaltung der einzigartigen Campagne gründete er die Hans Rufener-von Camp-Stiftung. 1998 ging das Hofgut an die neu gegründete Carba-Stiftung Hofgut Gümligen, welche sich seither um das Anwesen kümmert.